# Carex apiahyensis
Espèce
Classification phylogénétique
Carex apiahyensis est une espèce de plantes du genre Carex et de la famille des Cyperaceae.